# Чемпіонат світу з трекових велоперегонів 2024
Чемпіонат світу з трекових велоперегонів 2024 проходив з 16 по 20 жовтня 2024 року в Баллерупі, Данія на Ballerup Super Arena.

## Медалісти

### Чоловіки
| Дисципліна                         | Золото                                                                                 | Срібло                                                                        | Бронза                                                                         |
| Гіт (1 км)                         | Гаррі Лаврейсен                                                                        | Джефрі Гогланд                                                                | Джозеф Труман                                                                  |
| Індивідуальна гонка переслідування | Джонатан Мілан                                                                         | Джош Чарлтон                                                                  | Деніел Бігем                                                                   |
| Командна гонка переслідування      | Данія Тобіас Гансен Карл-Фредерік Беворт Ніклас Ларсен Фредерік Мадсен Расмус Педерсен | Велика Британія Етан Гейтер Джош Чарлтон Чарлі Тенфілд Олівер Вуд Ріс Бріттон | Німеччина Тім Торн Тойтенберг Бенджамін Бос Бен Йохум Бруно Кеслер Фелікс Грос |
| Спринт                             | Гаррі Лаврейсен                                                                        | Джефрі Гогланд                                                                | Кайя Ота                                                                       |
| Командний спринт                   | Нідерланди Рой ван ден Берг Гаррі Лаврейсен Джефрі Гогланд                             | Австралія Раян Елліотт Лі Гоффман Томас Корніш                                | Японія Йошітаку Нагасако Кайя Ота Юта Обара                                    |
| Кейрін                             | Кенто Ямасакі                                                                          | Михайло Яковлєв                                                               | Кевін Кінтеро                                                                  |
| Скретч                             | Кадзусіге Кубокі                                                                       | Тобіас Хансен                                                                 | Клеман Петі                                                                    |
| Гонка за очками                    | Себастьян Мора                                                                         | Ніклас Ларсен                                                                 | Філіп Гейнен                                                                   |
| Медісон                            | Німеччина Роґер Клюґе Тім Торн Тойтенберг                                              | Бельгія Ліндсі Де Вілдер Фабіо Ван ден Босхе                                  | Данія Ніклас Ларсен Міхаель Меркев                                             |
| Омніум                             | Ліндсі Де Вілдер                                                                       | Сімоне Консонні                                                               | Янне Доренбос                                                                  |
| Гонка на вибування                 | Тобіас Хансен                                                                          | Елія Вівіані                                                                  | Ділан Бібік                                                                    |

- Спортсмени, виділені курсивом, брали участь у чемпіонаті, але не змагались у фіналі.

### Жінки
| Дисципліна                         | Золото                                                                             | Срібло                                                                       | Бронза                                                                                      |
| Гіт (500 м)                        | Нейтральний атлет Яна Бурлакова                                                    | Софі Кейвелл                                                                 | Кеті Марчант                                                                                |
| Індивідуальна гонка переслідування | Анна Морріс                                                                        | Хлоя Дагерт                                                                  | Брайоні Бота                                                                                |
| Командна гонка переслідування      | Велика Британія Джесіка Робертс Кеті Арчибальд Джосі Найт Анна Морріс Меган Баркер | Німеччина Франциска Брауссе Ліза Кляйн Міке Крьогер Лаура Зюсемільх          | Італія Летіція Патерностер Кьяра Консонні Мартіна Альціні Вікторія Гуацціні Мартіна Фіданца |
| Спринт                             | Емма Фінукен                                                                       | Хетті ван де Вау                                                             | Міна Сато                                                                                   |
| Командний спринт                   | Велика Британія Кеті Марчант Софі Кейпвелл Емма Фінукен                            | Нідерланди Кімберлі Кейлі Хетті ван де Вау Стеффі ван дер Піт Кіра Ламберінк | Австралія Моллі МакГілл Крістіна Клонан Алессія МакКейг                                     |
| Кейрін                             | Міна Сато                                                                          | Хетті ван де Вау                                                             | Кеті Марчант                                                                                |
| Скретч                             | Лорена Вібес                                                                       | Дженіфер Валенте                                                             | Еллі Волластон                                                                              |
| Гонка за очками                    | Джулі Лет                                                                          | Лотте Копекі                                                                 | Лара Гіллеспі                                                                               |
| Медісон                            | Данія Амалія Дідеріксен Джулі Лет                                                  | Франція Віктуар Берто Маріон Боррас                                          | Велика Британія Ніа Еванст Кеті Арчибальд                                                   |
| Омніум                             | Еллі Волластон                                                                     | Джессіка Робертс                                                             | Аніта Стенберг                                                                              |
| Гонка на вибування                 | Еллі Волластон                                                                     | Лотте Копекі                                                                 | Дженіфер Валенте                                                                            |

- Спортсмени, виділені курсивом, брали участь у чемпіонаті, але не змагались у фіналі.

## Загальний медальний залік
*   Країна-господарка ( Данія)
| Місце                | Країна               | Золото | Срібло | Бронза | Загалом |
| -------------------- | -------------------- | ------ | ------ | ------ | ------- |
| 1                    | Нідерланди           | 4      | 5      | 2      | 11      |
| 2                    | Велика Британія      | 4      | 4      | 5      | 13      |
| 3                    | Данія*               | 4      | 2      | 1      | 7       |
| 4                    | Японія               | 3      | 0      | 3      | 6       |
| 5                    | Нова Зеландія        | 2      | 0      | 2      | 4       |
| 6                    | Бельгія              | 1      | 3      | 0      | 4       |
| 7                    | Італія               | 1      | 2      | 1      | 4       |
| 8                    | Німеччина            | 1      | 1      | 1      | 3       |
| 9                    | Іспанія              | 1      | 0      | 0      | 1       |
| –                    | Нейтральні атлети    | 1      | 0      | 0      | 1       |
| 10                   | США                  | 0      | 2      | 1      | 3       |
| 11                   | Австралія            | 0      | 1      | 1      | 2       |
| 11                   | Франція              | 0      | 1      | 1      | 2       |
| 13                   | Ізраїль              | 0      | 1      | 0      | 1       |
| 14                   | Ірландія             | 0      | 0      | 1      | 1       |
| 14                   | Канада               | 0      | 0      | 1      | 1       |
| 14                   | Колумбія             | 0      | 0      | 1      | 1       |
| 14                   | Норвегія             | 0      | 0      | 1      | 1       |
| Загалом (17 збірних) | Загалом (17 збірних) | 22     | 22     | 22     | 66      |

## Україна на чемпіонаті
Україну на чемпіонаті представляли Богдан Данильчук, Владислав Денисенко, Валентин Варгаракин у командному спринті, Віталій Гринів у гонці за очками і скретчі, Алла Білецька, Анна Колижук, Олександра Логвинюк, Тетяна Ященко у груповому спринті та особистих гонках.